# Africa Eco Race 2024
Das Africa Eco Race 2024 (ursprünglich geplant unter der Bezeichnung Africa Eco Race 2023) war die 15. Ausgabe des Africa Eco Race (AER). Der Start war am 30. Dezember 2023 in Monaco und die Rallye endete am 14. Januar 2024 in der Nähe von Dakar am Lac Rose im Senegal.

## Termin
Ursprünglicher Termin des Africa Eco Race 2023 war der 11. März bis 26. März 2023. Aufgrund von Überschwemmungen im Senegal sowie Sandstürmen in Mauretanien in dieser Jahreszeit wurde der Termin auf den 30. Dezember 2023 bis 14. Januar 2024 verschoben. Nach der Verschiebung empfahl die Organisation des Africa Eco Race als Alternative die Teilnahme an der etwa zeitgleich stattfindenden Carta Rallye. Diese Rallye hat eine ähnliche Klasseneinteilung wie das AER und verläuft etwa 2000 km durch Marokko. Der Veranstalter unterbrach im Zusammenhang mit der Terminverschiebung die fortlaufenden Jahre in den Veranstaltungsbezeichnungen und aus dem eigentlichen Africa Eco Race 2023 wurde das Africa Eco Race 2024, das damit ab dieser Ausgabe und auch in den Folgejahren parallel zur Rallye Dakar stattfindet.

## Allgemein
Ab der 15. Ausgabe des Africa Eco Race wurde die Rallye um eine Classic-Kategorie erweitert. Verantwortlicher in der AER-Organisation für die Classic ist der ehemalige französische Rallyefahrer Yves Loubet. Zum AER 2023 trat erstmals ein wasserstoffbetriebenes Fahrzeug, der Nissan des Italieners Stefano Rossi, an.

## Teilnehmer
An der Rallye starteten insgesamt 122 Wettbewerbsfahrzeuge – 77 Motorräder, 28 Autos, 10 Side-by-Sides sowie 7 LKW.

## Route
Nach den administrativen und technischen Abnahmen im französischen Menton, startete das AER 2023 im Port Hercule in Monaco, führte von dort ins südfranzösische Sète, um die Teilnehmer am 31. Dezember 2023 vom dortigen Hafen per Fähre ins marokkanische Nador zu bringen. Von dort aus verlief die Rallye ab dem 2. Januar 2024 über knapp 6000 Kilometer auf dem afrikanischen Kontinent über 12 Etappen in Marokko, der Westsahara, Mauretanien sowie der letzten Etappe im Senegal.

## Etappen
| Etappe  | Datum           | Start            | Ziel             | Etappenlänge | Etappenlänge | Etappenlänge | Sieger             | Sieger                          | Sieger                                         | Sieger                                | Sieger                                   |
| Etappe  | Datum           | Start            | Ziel             | Wertung      | Liaison      | Gesamt       | Motorrad           | Auto                            | LKW                                            | Side by Side                          | Classic                                  |
| ------- | --------------- | ---------------- | ---------------- | ------------ | ------------ | ------------ | ------------------ | ------------------------------- | ---------------------------------------------- | ------------------------------------- | ---------------------------------------- |
| 1       | 2. Januar 2024  | Nador            | Boudnib          | 174          | 424          | 598          | Jacopo Cerutti     | Pascal Feryn Kurt Keysers       | Tomáš Tomeček                                  | Carlos Vento Carlos Ruiz Moreno       | Nur Liaison, keine Wertung               |
| 2       | 3. Januar 2024  | Boudnib          | M’hamid          | 383          | 42           | 425          | Jacopo Cerutti     | Pascal Feryn Kurt Keysers       | Aad van Velsen Michel van Velsen Marco Siemons | Gautier Paulin Rémi Boulanger         | Eric Claeys Tom Claeyss                  |
| 3       | 4. Januar 2024  | M’hamid          | Assa             | 463          | 60           | 523          | Alessandro Botturi | Pascal Feryn Kurt Keysers       | Tomáš Tomeček                                  | Gautier Paulin Rémi Boulanger         | Peter Brabeck-Letmathe Jean-Michel Gayte |
| 4       | 5. Januar 2024  | Assa             | Fort Chacal      | 468          | 5            | 473          | Jacopo Cerutti     | Imre VargaFeryn József Toma     | Aad van Velsen Michel van Velsen Marco Siemons | Pierre-Louis Loubet François Borsotto | Peter Brabeck-Letmathe Jean-Michel Gayte |
| 5       | 6. Januar 2024  | Fort Chacal      | Ad-Dakhla        | 405          | 188          | 593          | Alessandro Botturi | Koen Wauters Kris Van Der Steen | Tomáš Tomeček                                  | Carlos Vento Carlos Ruiz Moreno       | Peter Brabeck-Letmathe Jean-Michel Gayte |
|         |                 |                  |                  |              |              |              |                    |                                 |                                                |                                       |                                          |
| Ruhetag | 7. Januar 2024  | Zwischenergebnis | Zwischenergebnis | 1893         | 719          | 2612         |                    |                                 |                                                |                                       |                                          |
|         |                 |                  |                  |              |              |              |                    |                                 |                                                |                                       |                                          |
| 6       | 8. Januar 2024  | Ad-Dakhla        | Chami            | 205          | 430          | 635          | Pol Tarrés         | Pascal Feryn Kurt Keysers       | Aad van Velsen Michel van Velsen Marco Siemons | Pierre-Louis Loubet François Borsotto | Nur Liaison, keine Wertung               |
| 7       | 9. Januar 2024  | Chami            | Chami            | 454          | 21           | 475          | Alessandro Botturi | Pascal Feryn Kurt Keysers       | Tomáš Tomeček                                  | Pierre-Louis Loubet François Borsotto | Peter Brabeck-Letmathe Jean-Michel Gayte |
| 8       | 10. Januar 2024 | Chami            | Amodjar          | 395          | 90           | 485          | Pol Tarrés         | Pascal Feryn Kurt Keysers       | Aad van Velsen Michel van Velsen Marco Siemons | Ricardo Sousa Jorge Brandão           | Peter Brabeck-Letmathe Jean-Michel Gayte |
| 9       | 11. Januar 2024 | Amodjar          | Amodjar          | 363          | 104          | 467          | Jacopo Cerutti     | Pascal Feryn Kurt Keysers       | Tomáš Tomeček                                  | Pierre-Louis Loubet François Borsotto | Rene Declercq John Demeester             |
| 10      | 12. Januar 2024 | Amodjar          | Akjoujt          | 390          | 25           | 415          | Alessandro Botturi | Pascal Feryn Kurt Keysers       | Aad van Velsen Michel van Velsen Marco Siemons | Gautier Paulin Rémi Boulanger         | Peter Brabeck-Letmathe Jean-Michel Gayte |
| 11      | 13. Januar 2024 | Akjoujt          | Saint-Louis      | 248          | 229          | 477          | Pol Tarrés         | Pascal Feryn Kurt Keysers       | Aad van Velsen Michel van Velsen Marco Siemons | Ricardo Sousa Jorge Brandão           | Peter Brabeck-Letmathe Jean-Michel Gayte |
| 12      | 14. Januar 2024 | Saint-Louis      | Dakar            | 15           | 310          | 325          | Nicola Dutto       | Pascal Feryn Kurt Keysers       | Tomáš Tomeček                                  | Heatcliff Zingraf Gregory Revest      | Nur Liaison, keine Wertung               |
|         |                 |                  |                  |              |              |              |                    |                                 |                                                |                                       |                                          |
| Ziel    |                 | Gesamtergebnis   | Gesamtergebnis   | 3963         | 1928         | 5891         | Jacopo Cerutti     | Pascal Feryn Kurt Keysers       | Tomáš Tomeček                                  | Gautier Paulin Rémi Boulanger         | Eric Claeys Tom Claeyss                  |

## Endergebnisse Top 3

### Motorräder
| Pos | Fahrer             | Marke   |
| --- | ------------------ | ------- |
| 1   | Jacopo Cerutti     | Aprilia |
| 2   | Alessandro Botturi | Yamaha  |
| 3   | Pol Tarrés         | Yamaha  |

### Autos
| Pos | Fahrer          | Beifahrer     | Marke  |
| --- | --------------- | ------------- | ------ |
| 1   | Pascal Feryn    | Kurt Keysers  | Toyota |
| 2   | Teun Stam       | Rene Bargeman | Toyota |
| 3   | Imre VargaFeryn | József Toma   | Toyota |

### Lkw
| Pos | Fahrer         | Beifahrer         | Mechaniker    | Marke  |
| --- | -------------- | ----------------- | ------------- | ------ |
| 1   | Tomáš Tomeček  |                   |               | Tatra  |
| 2   | Aad van Velsen | Michel van Velsen | Marco Siemons | Scania |
| 3   | Cédric Feryn   | Bjorn Burgelman   | Tom De Leeuw  | Ginaf  |

### Side by Side
| Pos | Fahrer           | Beifahrer          | Marke         |
| --- | ---------------- | ------------------ | ------------- |
| 1   | Gautier Paulin   | Rémi Boulanger     | Apache APH-01 |
| 2   | Carlos Vento     | Carlos Ruiz Moreno | Can-Am        |
| 3   | Frédéric Henricy | Éric Bersey        | Polaris       |

### Classic
| Pos | Fahrer                 | Beifahrer         | Fahrzeug                   |
| --- | ---------------------- | ----------------- | -------------------------- |
| 1   | Eric Claeys            | Tom Claeyss       | Toyota Land Cruiser HZJ 73 |
| 2   | René Declercq          | John Demeester    | Bombardier Iltis           |
| 3   | Peter Brabeck-Letmathe | Jean-Michel Gayte | Mitsubishi Pajero          |